# Казмирчук, Владимир Дмитриевич
Казмирчук Владимир Дмитриевич (род. 1934, Панасовка, Винницкая область) — советский промышленный деятель, бригадир комплексной бригады бетонщиков управления строительства здания Братской ГЭС Иркутской области. Депутат Верховного совета СССР 6-го созыва.

## Биография
Родился в 1934 году в селе Панасовка Любарского района (ныне Житомирского района) Житомирской области в семье рабочего. Образование среднее.
В 1952—1954 годах — слесарь автобазы треста «Дзержинскруда» Министерства чёрной металлургии СССР в городе Кривой Рог Днепропетровской области.
В марте 1954 года по комсомольской путёвке уехал осваивать целенные земли в Восточно-Казахстанской области Казахской ССР, где до октября 1954 года работал прицепщиком Булаевской машинно-тракторной станции (МТС).
В октябре 1954 — ноябре 1957 года служил в Советской армии.
В ноябре 1957 — 1958 году — работник на подборке скалы, бурильщик, бригадир бригады бурильщиков управления строительства Братской гидроэлектростанции Иркутской области. С 1958 года — бригадир комплексной бригады бетонщиков и опалубщиков управления строительства здания Братской гидроэлектростанции Иркутской области.
Избирался членом Иркутского областного комитета ВЛКСМ, делегатом XIV съезда ВЛКСМ. Член КПСС с 1963 года.